# Asura crocoptera
Asura crocoptera är en fjärilsart som beskrevs av Turner 1940. Asura crocoptera ingår i släktet Asura och familjen björnspinnare. Inga underarter finns listade i Catalogue of Life.